# 和歌山聯合火力發電廠
和歌山聯合火力發電廠（日语：和歌山共同発電所）是一座位於日本和歌山縣和歌山市的火力發電廠，由住友金屬工業和關西電力兩公司於1961年6月30日所合資成立的和歌山共同火力株式會社經營，共有112名員工負責營運。

## 機組
- 一號機
  - 出力：7.5萬kW
  - 燃料：石油業副產品、重油
  - 啟動：1963年
- 二號機
  - 出力：7.5萬kW
  - 燃料：石油業副產品、重油
  - 啟動：1965年
- 三號機
  - 出力：15.625萬kW
  - 燃料：石油業副產品、重油
  - 啟動：1970年
- 新一號機
  - 出力：14.7萬kW
  - 燃料：石油業副產品、重油
  - 啟動：預計2014年底完工，取代一二號機